# Havsänglar
För albumet "Havsänglar", se Kent (musikgrupp)
Havsänglar (Squatina) är ett släkte av hajar som beskrevs av Duméril 1806. Squatina är enda släktet i familjen Squatinidae, vilket i sin tur är enda familjen i ordningen Squatiniformes.
Tillhörande arter är ganska små hajar med en längd upp till 1,6 meter eller i sällsynta fall lite längre. I motsats till rockor ligger gälspringorna till största delen på kroppens sidor men annars har båda taxa ganska likartat utseende. Munnen och näsborrarna ligger på huvudets framsida och ögonen på ovansidan.
Havsänglar lever i tempererade och tropiska hav i regioner som är upp till 1300 meter djupa. De gräver sig under dagen ner i havets botten och vilar där. Under natten kommer de plötsligt fram när ett bytesdjur är i närheten. Arterna har förmåga att suga in bytet i munnen och dessutom är de utrustade med tänder som liknar krokar i utseendet. Honor kan föda upp till 25 ungar per tillfälle.
Födan utgörs av benfiskar, kräftdjur, bläckfiskar, havslevande snäckor och musslor.

## Taxonomi
Arter enligt Catalogue of Life och Dyntaxa:
- Tagghavsängel (Squatina aculeata)
- Squatina africana
- Squatina albipunctata
- Squatina argentina
- Squatina armata
- Squatina australis
- Squatina caillieti
- Kalifornisk havsängel (Squatina californica)
- Karibisk havsängel (Squatina dumeril)
- Squatina formosa
- Squatina guggenheim
- Squatina heteroptera
- japansk havsängel (Squatina japonica)
- Squatina legnota
- Squatina mexicana
- Squatina nebulosa
- Squatina occulta
- Parfläckig havsängel (Squatina oculata)
- Squatina pseudocellata
- Squatina punctata
- Havsängel (Squatina squatina)
- Squatina tergocellata
- Squatina tergocellatoides